# 심문화
심문화(沈文和, ? ~ 478년)는 중국 남북조 시대 남조 제나라의 초대 황제 소도성(蕭道成, 427년 ~ 482년)의 부마(駙馬)로 소도성의 장녀 의흥헌공주(義興憲公主)의 남편이다.
오흥군 무강현(吴興郡 武康縣, 지금의 저장성 덕청현) 출신으로 남조 송나라의 형주자사(荊州刺史) 심유지(沈攸之)의 삼남이다.
남조 송나라의 태위(太尉) 심경지(沈慶之)의 당질이다.

## 가계
- 부 : 심유지(沈攸之) - 남조 송나라의 형주자사(荊州刺史)
  - 형 : 심원염(沈元琰) - 사도좌장사(司徒左長史)
  - 형 : 심의(沈懿) - 태자세마(太子洗馬)
  - 본인 : 심문화(沈文和) - 남조 송나라의 중서시랑(中書侍郎), 남조 제나라의 초대 황제 소도성(蕭道成)의 부마(駙馬)
  - 동생 : 심유화(沈幼和)
  - 동생 : 심령화(沈靈和)
- 숙부 : 심등지(沈登之) - 신안태수(新安太守)
- 숙부 : 심옹지(沈雍之) - 파양태수(鄱陽太守)
  - 사촌 : 심승조(沈僧照) - 심문화의 양자로 입적하여 의흥헌공주(義興憲公主)의 후사를 이음
- 숙부 : 심영지(沈榮之) - 상서고부랑(尚書庫部郎)
- 당숙 : 심경지(沈慶之) - 남조 송나라의 시중(侍中) · 태위(太尉)
  - 6촌 : 심문숙(沈文叔) - 남조 송나라의 시중(侍中)
  - 6촌 : 심문계(沈文季) - 남조 제나라의 시중(侍中)

## 생애
남조 송나라 때, 중서시랑(中書侍郎)에 이르렀고, 소도성의 장녀 의흥헌공주(義興憲公主)와 혼인하였다. 명제 유욱 사후 후폐제 유욱이 즉위하였으나 숙부 유휴범(劉休範)이 한문출신의 권력자들의 전횡에 분노해 병사를 일으켜 수도 건강을 위협하자, 무장 소도성(蕭道成)이 난을 평정하고 후폐제 유욱을 살해하고 순제 유준을 옹립하였다. 명제 유욱의 고명대신(顧命大臣)이었던 형주자사(荊州刺史) 심유지(沈攸之)가 이에 반발해 자신의 사돈 소도성을 공격했으나 패퇴하자, 소도성은 병마의 모든 권한을 쥐게 되었고, 기어코 479년 순제 유준으로부터 소도성이 선양을 받으면서 남제를 건국하고 남제 초대 황제가 된다. 이로써 송나라는 멸망하게 되었다.
이렇듯, 심문화의 아버지 형주자사(荊州刺史) 심유지(沈攸之)가 정권을 잡은 자신의 사돈 소도성에 대항하여 군사를 일으켰으나 패하자 심유지(沈攸之)는 심문화(沈文和)와 함께 478년 자살한다. 심문화의 형 심원염(沈元琰)과 심문화의 동생 심유화(沈幼和), 심령화(沈靈和)는 소도성의 부장 장경아(張敬兒)에게 살해당하고, 심유지의 동생 심등지(沈登之)는 심유지의 당질 심문계(沈文季)에게 살해당한다. 소도성이 남조 제나라의 초대 황제가 되자 심문화는 이미 죽었지만 부마(駙馬)가 되고, 심문화의 숙부 심옹지(沈雍之)의 아들 심승조(沈僧照)가 심문화의 양자로 입적하여 의흥헌공주(義興憲公主)의 후사를 잇는다.

## 같이 보기
- 소도성
- 심경지
- 심문숙
- 심문계
- 심소략
- 심군리
- 심약
- 심흠
- 심각

## 참고 자료
- 송서
- 남사